# Kärt Kaseorg
Kärt Kaseorg (* 6. Juni 1989) ist eine estnische Fußballnationalspielerin.
Kaseorg debütierte 2010 gegen die Auswahl Kroatiens in einem Women World Cup Qualifikationsspiel. Bisher wurde sie in 7 Spielen eingesetzt. Auf Vereinsebene spielt sie aktuell beim estnischen Verein JK Tammeka Tartu.